# Котик Яна Миколаївна
Котик Яна Миколаївна (нар. 28 червня 2003, Радивилів) — українська футболістка, захисниця команди «Металіст 1925».

## Клубна кар'єра
Під час навчання в Костополі Яна Котик почала грати за футбольний клуб «Родина-Ліцей».
20 липня 2019 року забила дебютний гол в матчах вищої ліги[джерело?] у ворота команди «Ладомир»[первинне джерело].
У 2020 році Яна Котик долучилась до складу харківського «Житлобуду-2», який пізніше переїхав до Полтави та став називатись «Ворскла»[джерело?].
В активі Яни Котик є золоті медалі чемпіонату України, перемоги в Кубку України та виступи в Лізі чемпіонів УЄФА.

## Кар'єра в збірній
Вперше до лав національної збірної України була викликана на вересневі матчі розіграшу Ліги націй УЄФА 2023—24, але дебютувати на полі у футболці збірної України вдалося тільки 23 лютого 2024 року у переможному (4:0) виїзному поєдинку  проти збірної Болгарії. Яна Котик вийшла на поле в основному складі й навіть забила гол на останніх хвилинах гри.

## Досягнення
«Житлобуд-2», «Ворскла»
Чемпіонат України:
 Чемпіон (3): 2023, 2024, 2025
Кубок України:
 Володар (4): 2021, 2022, 2023, 2025